# Cragataska
Cragataska är ett black metal-band från Ankara i Turkiet. 

## Medlemmar
Nuvarande medlemmar
- Kerem Güravşar – sång, gitarr, trummor
- Dorukcan Yıldız – keyboard

## Diskografi
Demo
- 2008 – Ağustos 17 [1]
- 2010 – Utanç

Annat
- 2011 – The Wound That Never Heals (delad EP: Garden of Sadness / Mourning Soul / Valefor / Cragataska)